# Lucien-Edmond Danjean
Lucien-Edmond Danjean, francoski general, * 1885, † 1949.